# Бертранд (Міссурі)
Бертранд (англ. Bertrand) — місто (англ. city) в США, в окрузі Міссісіпі штату Міссурі. Населення — 718 осіб (2020).

## Географія
Бертранд розташований за координатами 36°54′28″ пн. ш. 89°27′10″ зх. д. / 36.90778° пн. ш. 89.45278° зх. д. (36.907726, -89.452649).  За даними Бюро перепису населення США в 2010 році місто мало площу 2,03 км², з яких 2,03 км² — суходіл та 0,00 км² — водойми.

## Демографія
Згідно з переписом 2010 року, у місті мешкала 821 особа в 341 домогосподарстві у складі 232 родин. Густота населення становила 405 осіб/км².  Було 355 помешкань (175/км²).
Расовий склад населення:
| - 97,3 % — білих - 1,8 % — чорних або афроамериканців - 0,1 % — корінних американців - 0,1 % — азіатів |

До двох чи більше рас належало 0,5 %. Частка іспаномовних становила 1,9 % від усіх жителів.
За віковим діапазоном населення розподілялося таким чином: 23,0 % — особи молодші 18 років, 54,1 % — особи у віці 18—64 років, 22,9 % — особи у віці 65 років та старші. Медіана віку мешканця становила 46,1 року. На 100 осіб жіночої статі у місті припадало 82,4 чоловіків;  на 100 жінок у віці від 18 років та старших — 77,0 чоловіків також старших 18 років.
Середній дохід на одне домашнє господарство  становив 36 467 доларів США (медіана — 29 500), а середній дохід на одну сім'ю — 41 351 долар (медіана — 38 125). Медіана доходів становила 42 679 доларів для чоловіків та 21 625 доларів для жінок. За межею бідності перебувало 25,7 % осіб, у тому числі 67,7 % дітей у віці до 18 років та 6,5 % осіб у віці 65 років та старших.
Цивільне працевлаштоване населення становило 301 осіб. Основні галузі зайнятості: освіта, охорона здоров'я та соціальна допомога — 26,6 %, роздрібна торгівля — 19,3 %, виробництво — 11,0 %, публічна адміністрація — 9,0 %.